# Belgio ai IX Giochi olimpici invernali
Il Belgio partecipò ai IX Giochi olimpici invernali, svoltisi a Innsbruck, Austria, dal 29 gennaio al 9 febbraio 1964, con una delegazione di 8 atleti impegnati in tre discipline.